# تيتش تيكست (محرر نصوص)
يعتبر محرر النصوص البسيط تيتش تيكست أحد البرمجيات التي قامت شركة أبل بتطويرها وضمها لمجموعات برمجياتها في نظام سيستم 7.1 وما سبقه من الإصدارات وقد تم إنشاء النسخ الأولى منه بواسطة مهندس البرمجيات «برايان ستيمس» وإنضم له بعد ذلك مهندس البرمجيات «فرانسيس ستندبش» للتطوير على النسخ اللاحقة من محرر النصوص تيتش تيكست.
و يعد تيتش تيكست أحد البرمجيات الافتراضية التي يتم تنصيبها في نظام التشغيل مما وجهه للعب الدور الرئيسي في فتح الملفات من نوع «إقرأني» (ReadMe) وقد تمت تسميته بهذا الاسم لتأثره بهذا الدور حيث أن كلمة "Teach" بالإنجليزية تعني التعليم واكتساب المعرفة وعادةً ما تحوي ملفات «اقرأني» على معلومات لإرشاد المستخدمين حول كيفية الاستخدام أو أي معلومات أخرى متعلقة ببرمجية معينة.
ومن الجدير ذكره أن تيتش تيكست كان قد بني على تطبيق «إديت» ولاحقاً تم تطويره ليصبح محرر النصوص الأكثر تطوراً وهو «سمبل تيكست».

## خصائصه
يستطيع تيتش تيكست العمل على ملف تحريري واحد في نفس اللحظة ولا يدعم إلا نوع واحد فقط من الخطوط (12 نقطة بخط من نوع «جنيفا») وبتشفير نصي من نوع «ماك رومان» بالإضافة لدعمه لبعض أدوات التنسيق مثل الخط الغامق والمائل والكلمات المعلمة بخطوط تحتها وقد حوى أيضاً دعماً بدائياً للصور المضمنة التي كانت تخزن على هيئة ملفات بيكت في وحدات بناء الملفات الخاصة بنظام ماكينتوش.
و بشكل تلقائي يتم ربط تيتش تيكست مع جميع ملفات النصوص التي لا يوجد لها تطبيق مخصص لفتحها ومعالجتها وللتدليل على ذلك فعند قيام المستخدم بفتح ملف يحوي في طياته نصوص تم إنشاءها بواسطة تطبيق غير موجود، يقوم عندها تيتش تيكست بفتح هذا الملف وعرض محتوياته للمستخدم، وعلى ذلك يعتبر تيتش تيكست محرر النصوص الافتراضي على أنظمة ماكينتوش وهو يشبه في ذلك محرر النصوص نوتباد الموجود على أنظمة مايكروسوفت ويندوز.
و يعتمد تيتش تيكست في معالجته للنصوص على محرك معالجة النصوص تيكست إديت حيث تم تطويره في الأصل لدعم تحرير مقاطع صغيرة من النصوص القابلة للمعالجة مثل تلك النصوص الموجودة على صناديق الحوار «الحفظ باسم...» (...Save as) وما شابه ذلك من النصوص. ونظراً لمحدودية قدراته فإنه لا يستطيع معالجة النصوص التي يزيد حجمها عن 32 كيلوبايت في الملف الواحد.